# Arthur Weiner
Arthur Weiner (* 22. Juli 1877 in Chemnitz; † 10. April 1933 bei Rochlitz) war ein deutscher Rechtsanwalt und Notar.

## Leben und Wirken
Weiner entstammte einer jüdischen Bürgerfamilie aus Chemnitz. Nach dem Schulbesuch studierte er Rechtswissenschaften. 1904 promovierte er an der Universität Leipzig zum Dr. jur. Seit 1906 war er als Rechtsanwalt tätig. Von 1914 bis 1918 nahm er am Ersten Weltkrieg teil. Nach dem Krieg lebte er als Rechtsanwalt und ab 1923 auch als Notar in Chemnitz. In den 1920er Jahren wurde er stellvertretender Vorstand der jüdischen Gemeinde von Chemnitz. Außerdem saß er im Aufsichtsrat vieler großer Unternehmen wie der Firma Gebrüder Becker. 1916 erwarb er eine Villa an der Stollberger Straße 41 in Chemnitz, die er umbauen ließ. Weiner war Mitglied und von 1912 bis 1923 Marschall der Saxonia-Loge. Er war Kunstsammler und passives Mitglied der expressionistischen Künstlergruppe Brücke.

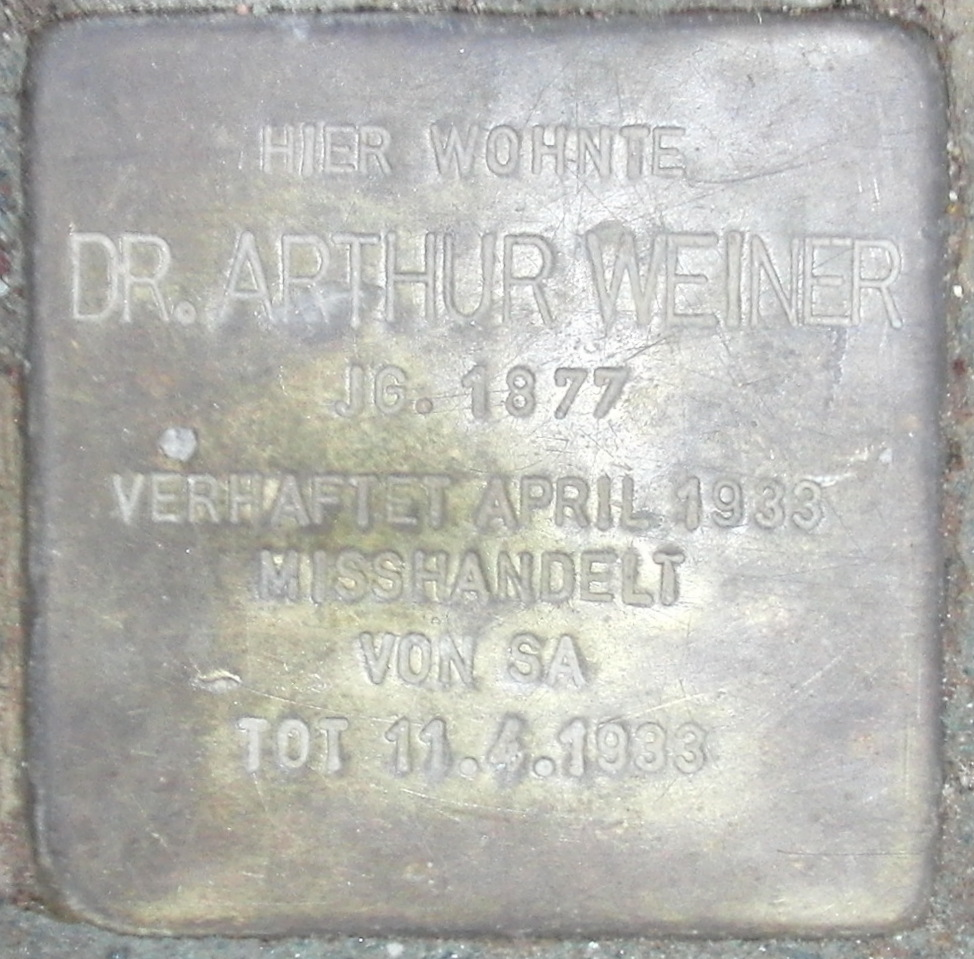
Stolperstein Dr. Arthur Weiner

Am 10. April 1933 wurde Weiner in seiner Wohnung von SA-Angehörigen verhaftet und auf ein Feld außerhalb von Chemnitz verschleppt. Dort wurde er zunächst misshandelt und anschließend totgeschlagen oder erschossen. Am 11. April wurde er in einer Sandgrube in Wiederau bei Rochlitz tot aufgefunden. Eine nach dem Zweiten Weltkrieg durchgeführte Untersuchung der Mordsache wurde im Sommer 1960 ergebnislos von der Staatsanwaltschaft des Bezirkes Karl-Marx-Stadt eingestellt.
Heute erinnert unter anderem ein Stolperstein vor der Stollberger Straße 41 in Chemnitz an Weiners Leben und Ermordung.

## Schriften
- Der Erbschein nach dem Deutschen Bürgerlichen Gesetzbuch, 1904, seine Dissertation